# 噶達渾
噶達渾（穆麟德轉寫：gadahūn；？—1657年），滿洲正紅旗人，纳喇氏，清朝政治人物、清朝兵部尚書。
噶達渾历任巴牙喇甲喇章京、本旗蒙古固山额真、满洲固山额真、戶部尚書。他率军追击李自成到达九宫山。在邠州战贺珍，在代州战姜瓖。在贺兰山战胜鄂尔多斯部。跟随济度战胜郑成功。順治十年三月丙戌，接替明安達禮，擔任清朝兵部尚書，后去世。由覺羅伊圖接任。顺治十四年卒，谥号敏壮。

## 延伸阅读
[在维基数据编辑]
 《清史稿·卷242》，出自趙爾巽《清史稿》